# Симпосий

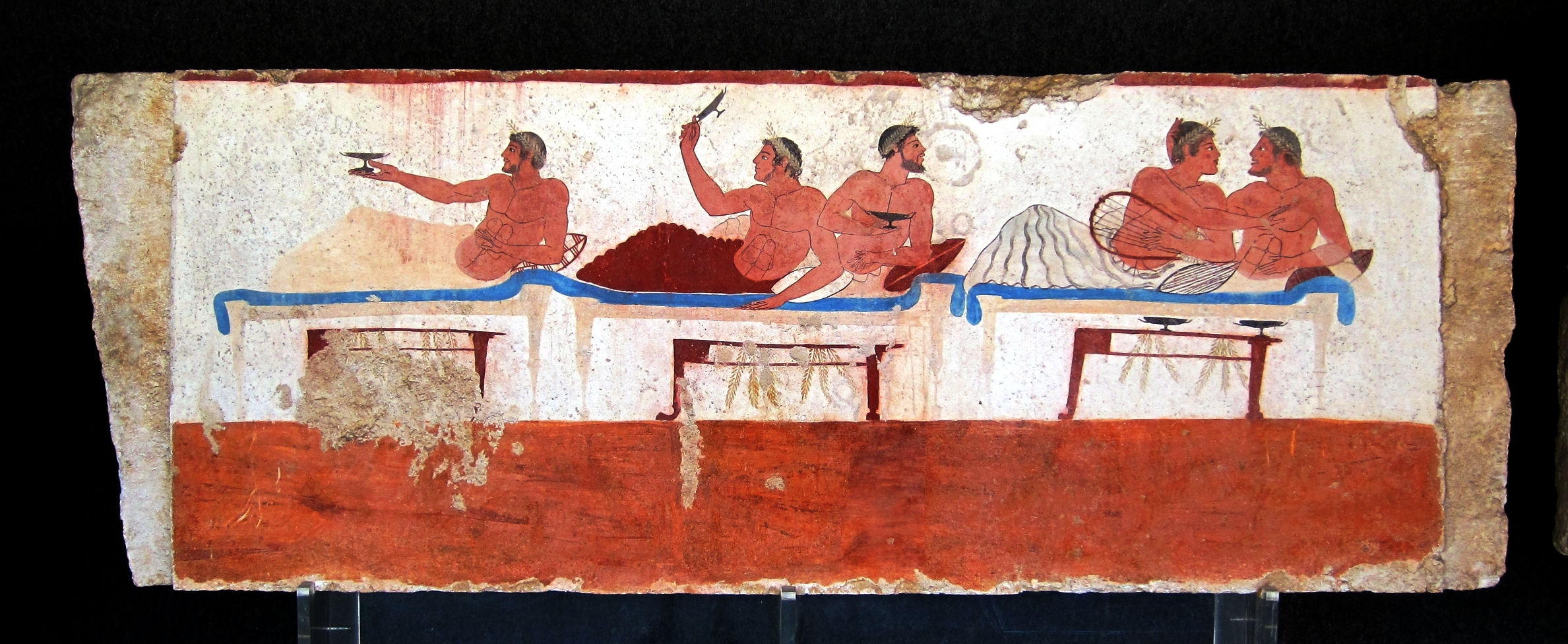
Сцена симпосия. Фрагмент фрески на саркофаге из «Гробницы ныряльщика», V век до н. э. Археологический музей Пестума

Симпосий (от др.-греч. συμπόσιον) — ритуализированное пиршество в Древней Греции, сопровождавшееся буйным весельем, что было важной составляющей мужского времяпрепровождения.
Симпосий проводился после трапезы у домашнего алтаря и начинался с ритуального омовения рук и обрызгивания благовониями. Участники симпосия (симпосиасты) украшали себя и сосуды с вином венками из плюща, мирта и цветов. В качестве украшений также использовались белые и красные повязки, символизировавшие преданность богу Дионису. Первый глоток вина из чаши, пускаемой по кругу, выпивался в честь доброго духа (демона). Богам также полагалось вино, которое выплёскивалось из кубков под старинную культовую песню, посвящённую богу Аполлону, и музыкальное сопровождение флейтой.
Роль виночерпиев обычно исполняли молодые юноши, в обязанности которых входило разносить вино среди собравшихся и разводить его водой. Во время симпосиев кифаристы и авлетки исполняли музыкальные произведения, а приглашённые танцоры, акробаты и певцы обоих полов услаждали взоры гостей. Сами гости тоже исполняли песни (сколии). Ксенофан сообщал, что на симпосиях устраивались артистические представления, проводились конкурсы импровизированных речей и игры в сравнения, и разгадывались загадки. Принимать участие в симпосиях приглашались и гетеры.
Симпосии славились своими играми. Наиболее популярной был так называемый «коттаб» (κότταβος), изображения которого сохранились на многих вазах, в том числе на знаменитом псиктере Ефрония из Государственного Эрмитажа. Во время этой игры участники выплёскивали остатки вина из своих открытых сосудов (киликов или скифосов), пытаясь попасть в цель.
В античное время существовало немало сосудов различных форм, получивших в современной литературе название сосудов «грязной шутки» (dirty tricks). Среди них были килики с отверстием в ножке, вино из которых неожиданно проливалось на пьющего, сосуды с двойным дном, сосуды, в конструкции которых использовался эффект сообщающихся сосудов, а вино то появлялось, то исчезало. Все эти сосуды использовались во время симпосиев, чтобы повеселить собравшихся на пирушке.
Из числа присутствующих на симпосии выбирался симпосиарх. Он руководил пирушкой, следил за порядком и выбирал темы для бесед. От порядочного человека ожидалось, что, выпивая, он сохранит добродетели и самостоятельно найдёт дорогу домой.
Единственные сохранившиеся письменные предписания по проведению симпосиев содержатся в «Законах» Платона. Одноимённое стихотворение Ксенофана Колофонского свидетельствует о том, что симпосии проводились ещё в VI веке до н. э. В описанной форме традиция симпосиев сохранялась до самого конца античного времени.

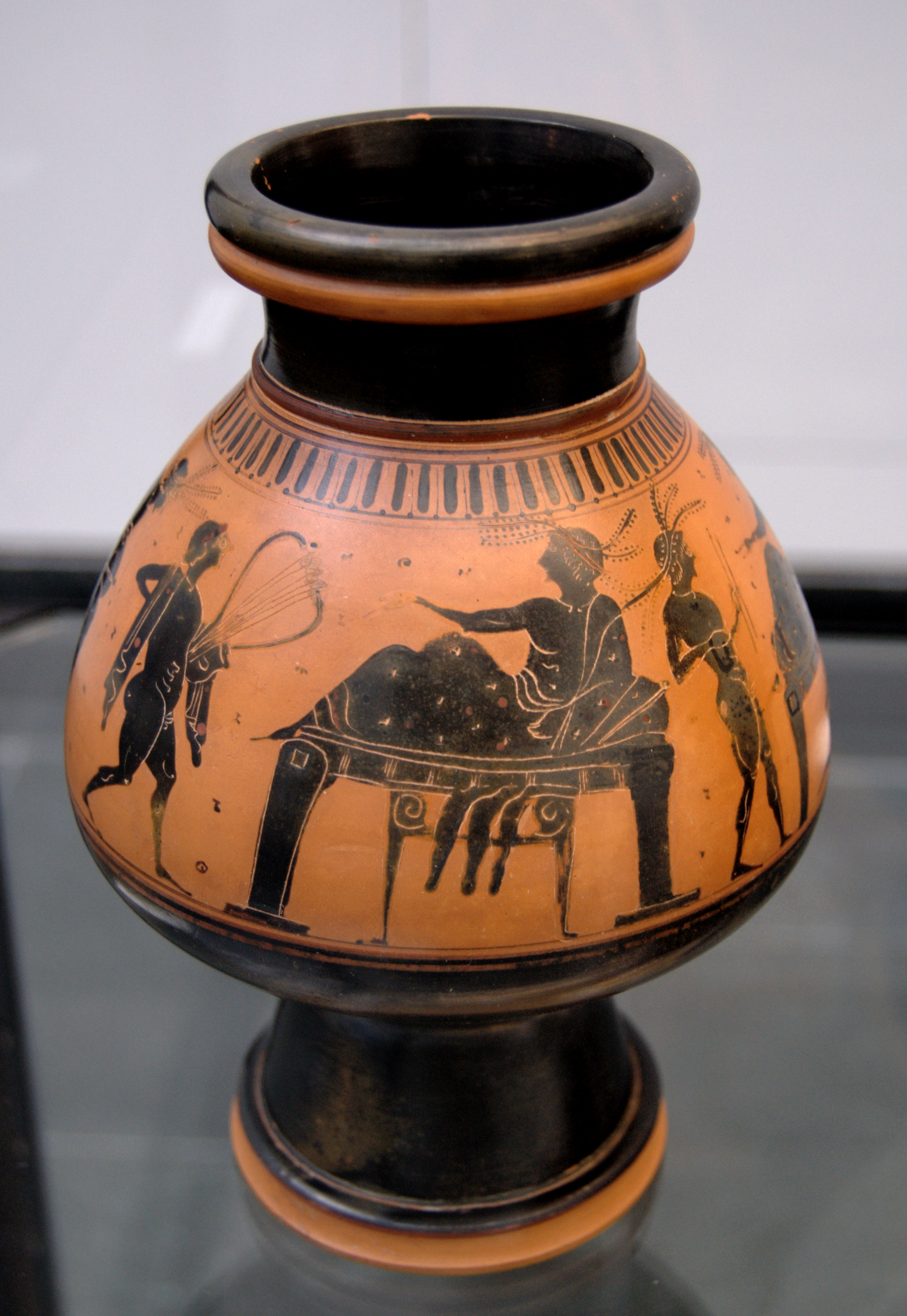
Псиктер с изображением симпосия. 510 год до н. э. Государственное античное собрание. Мюнхен
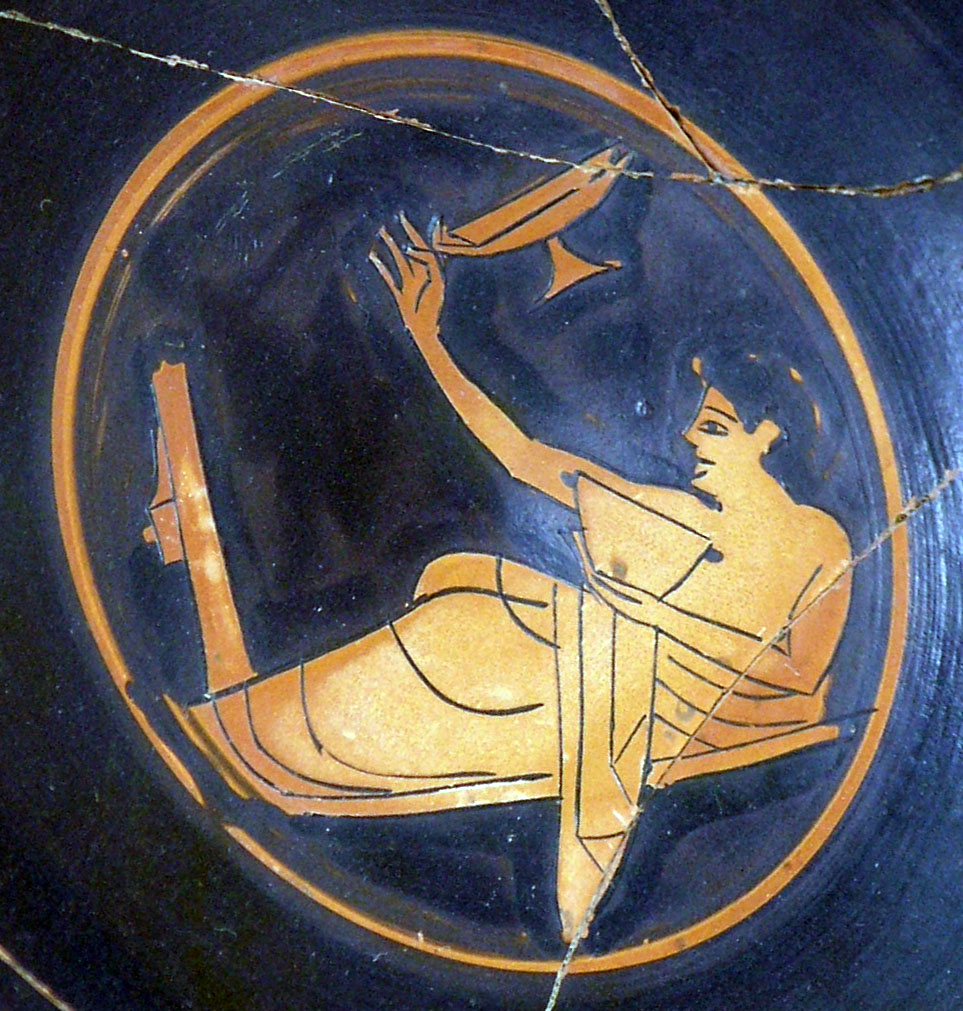
Игрок в коттаб. Музей Агоры. Афины
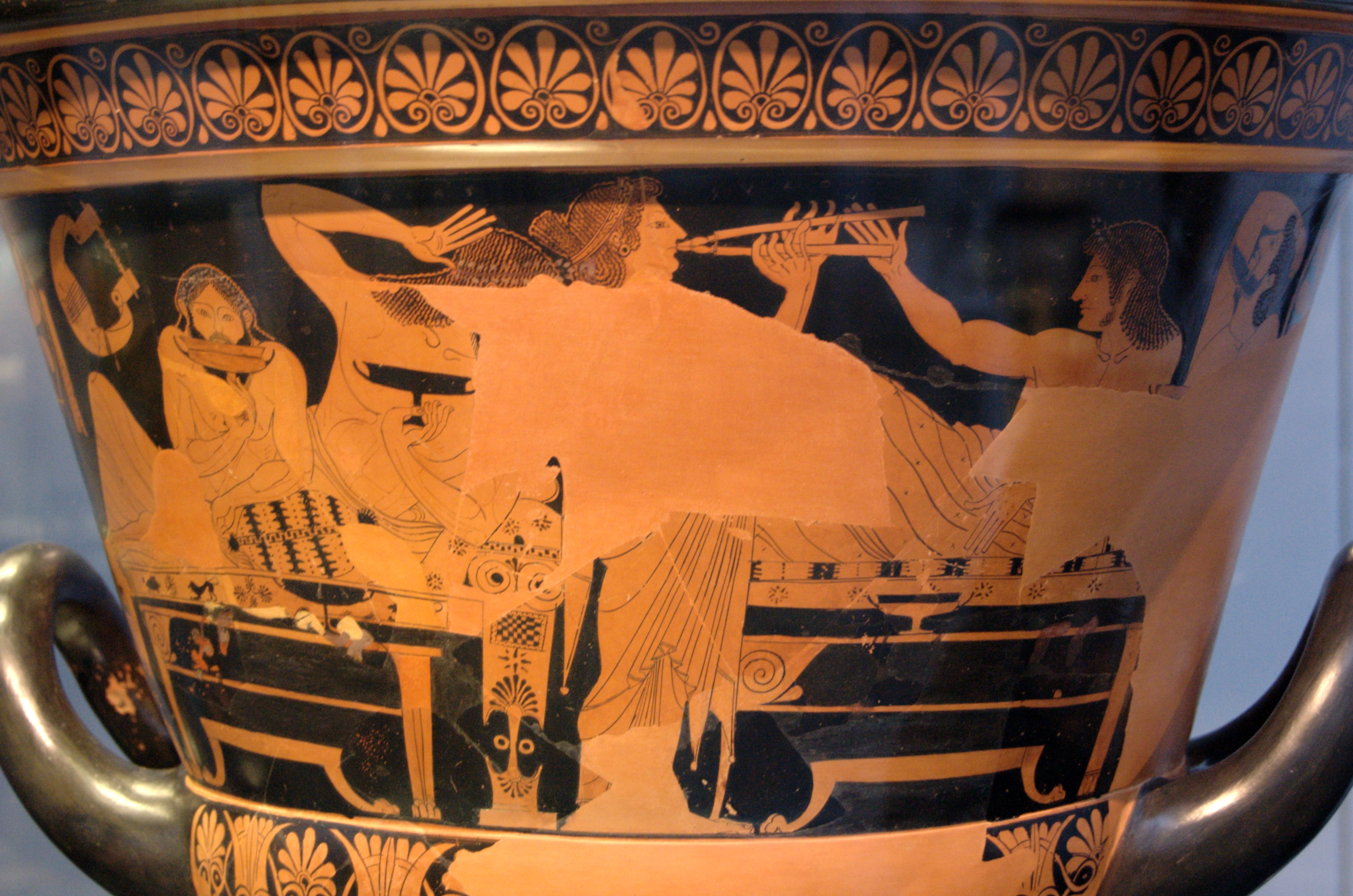
Изображение симпосия на краснофигурном аттическом кубковом кратере работы Ефрония. 510—500 гг. до н. э. Государственное античное собрание. Мюнхен